# Heritage Orchestra
Heritage Orchestra est un orchestre britannique fondé en 2004 sous la direction artistique de Chris Wheeler. Celui-ci joue un mélange de styles et de genres, et est connu comme le premier orchestre non-classique du Royaume-Uni, avec un catalogue de projets de studio et de performance dans la musique expérimentale et populaire.

## Introduction
L'orchestre, composé de 25 à 75 musiciens selon les projets, intègre régulièrement des éléments électroniques, des groupes, des chanteurs ainsi que des supports visuels. Il se sont produit dans divers lieux à l’échelle internationale, notamment à l'Opéra de Sydney, à l’Emirates Palace et au Hollywood Bowl. Au Royaume-Uni, il donne régulièrement des concerts dans des salles de grande capacité telles que l'O2 Arena et le Royal Albert Hall. L'ensemble a également été diffusé à la télévision sur plusieurs chaînes, dont ITV, BBC, CBS et Paramount.
En 2010, le Heritage Orchestra a remporté le prix de l’album classique contemporain aux 9e Independent Music Awards pour son interprétation du Concerto for Turntables and Orchestra de Gabriel Prokofiev, en collaboration avec DJ Yoda.
En 2015, l’orchestre a accompagné l’artiste Björk lors d’une tournée européenne, aboutissant à l’enregistrement en direct de Vulnicura. En 2017, il a participé à l’album Classic House avec Pete Tong, DJ de BBC Radio 1, qui a atteint la première place des classements d'albums au Royaume-Uni.
En 2023, ceux-ci se sont produit au Royal Albert Hall aux côtés de Raye pour une interprétation orchestrale de son album My 21st Century Blues, présentée sous le titre My 21st Century Symphony,.
En 2024, ils ont collaborés avec Dua Lipa dans le cadre du concert Dua Lipa – Live From The Royal Albert Hall, en assurant l’orchestration et la production musicale. Le spectacle a été diffusé par la suite sur ITV sous le titre An Evening with Dua Lipa,.
Le Heritage Orchestra a travaillé avec différents chefs d'orchestre, dont Tom Richards, Ben Foster et Jules Buckley.

## Performances live et collaborations passées
| Année | Artiste(s) / Groupe(s)            | Lieu                                 | Événement / Remarque                                                        |
| ----- | --------------------------------- | ------------------------------------ | --------------------------------------------------------------------------- |
| 2005  | Divers                            | Montreux Jazz Festival               | Soirée organisée par Gilles Peterson                                        |
| 2006  | Eumir Deodato                     | Hackney Empire                       | Concert                                                                     |
| 2007  | DJ Yoda                           | Scala, Londres                       | Première mondiale du Concerto for Turntables de Gabriel Prokofiev           |
| 2008  | Vangelis                          | Royal Festival Hall                  | Bande originale de Blade Runner pour le Meltdown Festival de Massive Attack |
| 2008  | Bill Drummond (The KLF)           | —                                    | Enregistrement et suppression de The17                                      |
| 2009  | Spiritualized                     | Royal Festival Hall                  | Interprétation spiritualisée de Ladies & Gentlemen We Are Floating in Space |
| 2009  | John Cale                         | Royal Festival Hall                  | Interprétation de l'album Paris 1919                                        |
| 2010  | Jamie Cullum                      | Royal Albert Hall                    | Participation aux BBC Proms                                                 |
| 2011  | Tim Minchin                       | —                                    | Tournée nationale                                                           |
| 2012  | Bryce & Aaron Dessner             | Barbican Centre                      | Performance de The Long Count                                               |
| 2012  | SBTRKT                            | BBC Live Lounge (Maida Vale Studios) | Session live                                                                |
| 2012  | Scanner & Matt Watkins            | Brighton Festival                    | Live_Transmission: Joy Division Reworked, 18 mai                            |
| 2012  | Aphex Twin & The Remote Orchestra | Barbican Hall                        | Concert du 10 octobre                                                       |
| 2012  | Scanner & Matt Watkins            | Opéra de Sydney                      | Représentation de Live_Transmission: Joy Division Reworked                  |
| 2013  | Scanner & Matt Watkins            | Royaume-Uni                          | Tournée de Live_Transmission: Joy Division Reworked                         |
| 2013  | The xx                            | BBC Radio 1                          | Performance avec Zane Lowe                                                  |
| 2013  | Tim Exile                         | Village Underground                  | Performance électro orchestrale en direct                                   |
| 2014  | These New Puritans                | Barbican Centre                      | Concert                                                                     |
| 2015  | Divers                            | Royal Albert Hall                    | BBC Radio 1 Ibiza Prom (BBC Proms)                                          |
| 2016  | Jamie Cullum                      | Royal Albert Hall                    | BBC Proms                                                                   |
| 2016  | Pete Tong & Heritage Orchestra    | —                                    | Début de la tournée Ibiza Classics                                          |
| 2023  | Raye                              | Royal Albert Hall                    | Enregistrement de l’album My 21st Century Symphony                          |

## Discographie

### Albums studio
- 2006 : The Heritage Orchestra
- 2009 : Gabriel Prokofiev Concerto for Turntables and Orchestra No. 1
- 2016 : Classic House
- 2017 : Ibiza Classics
- 2021 : The Breaks
- 2021 : The Breaks (DJ Mix)

### Albums live
- 2011 : Tim Minchin and the Heritage Orchestra
- 2014 : Unkle and the Heritage Orchestra Presents 'Variation of a Theme' Live at the Union Chapel
- 2023 : My 21st Century Symphony (Live at the Royal Albert Hall)

### Singles
- 2007 : Skybreaks (Remixes)
- 2016 : Your Love (Kölsch Remix)
- 2017 : Lola's Theme (Radio Mix)
- 2017 : Sing It Back (Edit)
- 2017 : Promised Land
- 2017 : Unfinished Sympathy (Edit)
- 2018 : Killer (Radio Edit)
- 2018 : Sing It Back (Todd Edwards Remixes)
- 2018 : Promised Land (Nic Fanciulli Remixes)
- 2021 : Apache
- 2021 : X Breaks
- 2021 : Space Funk
- 2021 : More Bounce To The Ounce